# Lips (sloten)

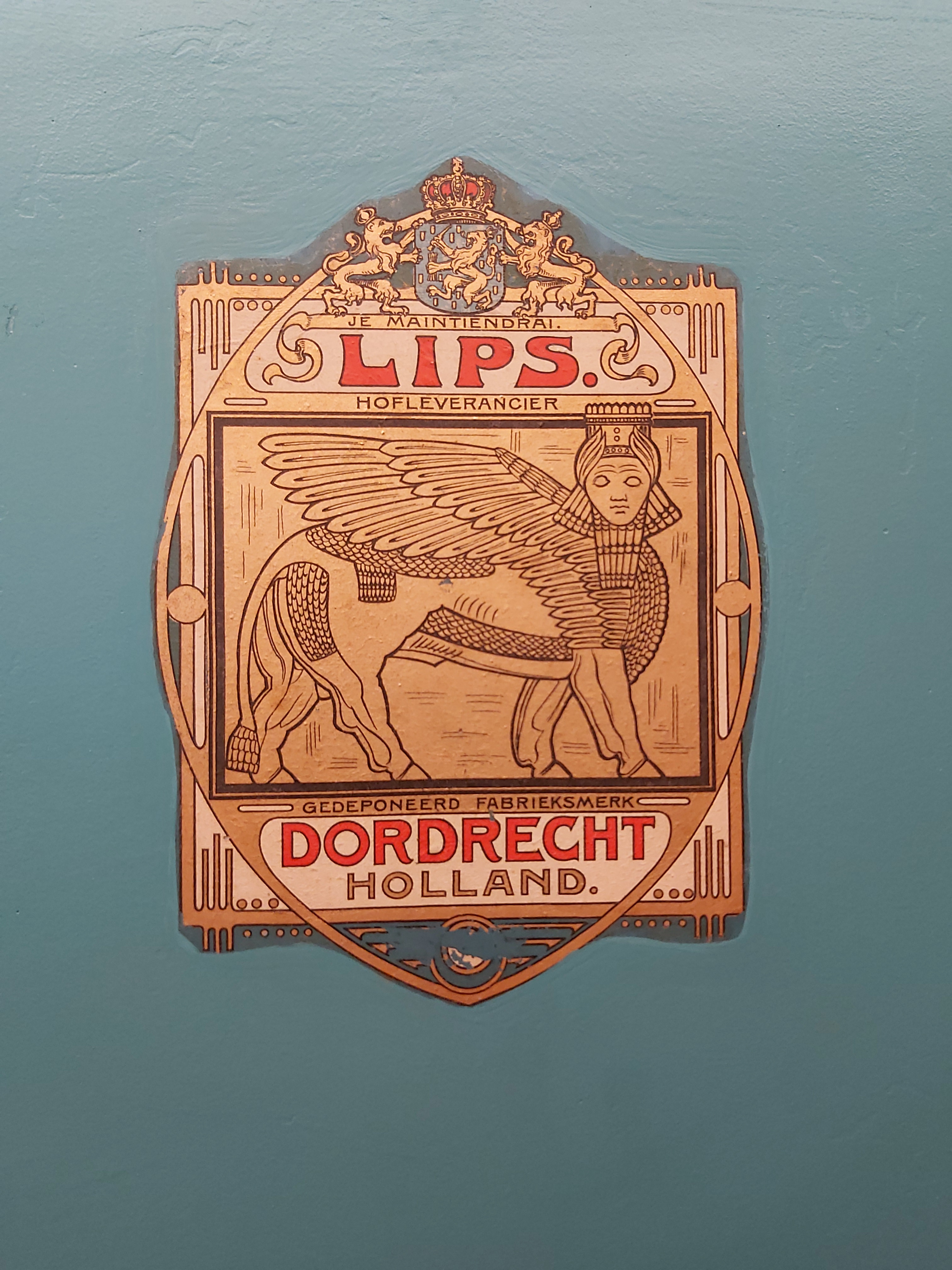
Historisch merklogo op een brandkastdeur

Lips is een Nederlandse producent van brandkasten en sloten. Het bedrijf komt voort uit een smederij te Dordrecht, waar men tot begin 21ste eeuw gevestigd bleef. Sindsdien huist de slotenfabriek in Raamsdonksveer. Het hoofdkantoor van Lips Brandkasten bevindt zich te Diemen.

## Begin
Het bedrijf werd in 1871 opgericht door Jacobus Lips als smederij. Hij had een winkel waar de door dit kleine bedrijfje, dat niet meer dan enkele werknemers had, geproduceerde kachels, fornuizen en dergelijke, maar ook kluizen, werden verkocht. Al snel ging hij zich specialiseren in de fabricage van brandkasten en omstreeks 1899 werd de kachelfabricage afgestoten. Het product was een succes mede dankzij de goede marketing. Eind 19e eeuw was er al een zestal vertegenwoordigingen in den lande naast een in Nederlands Indië.

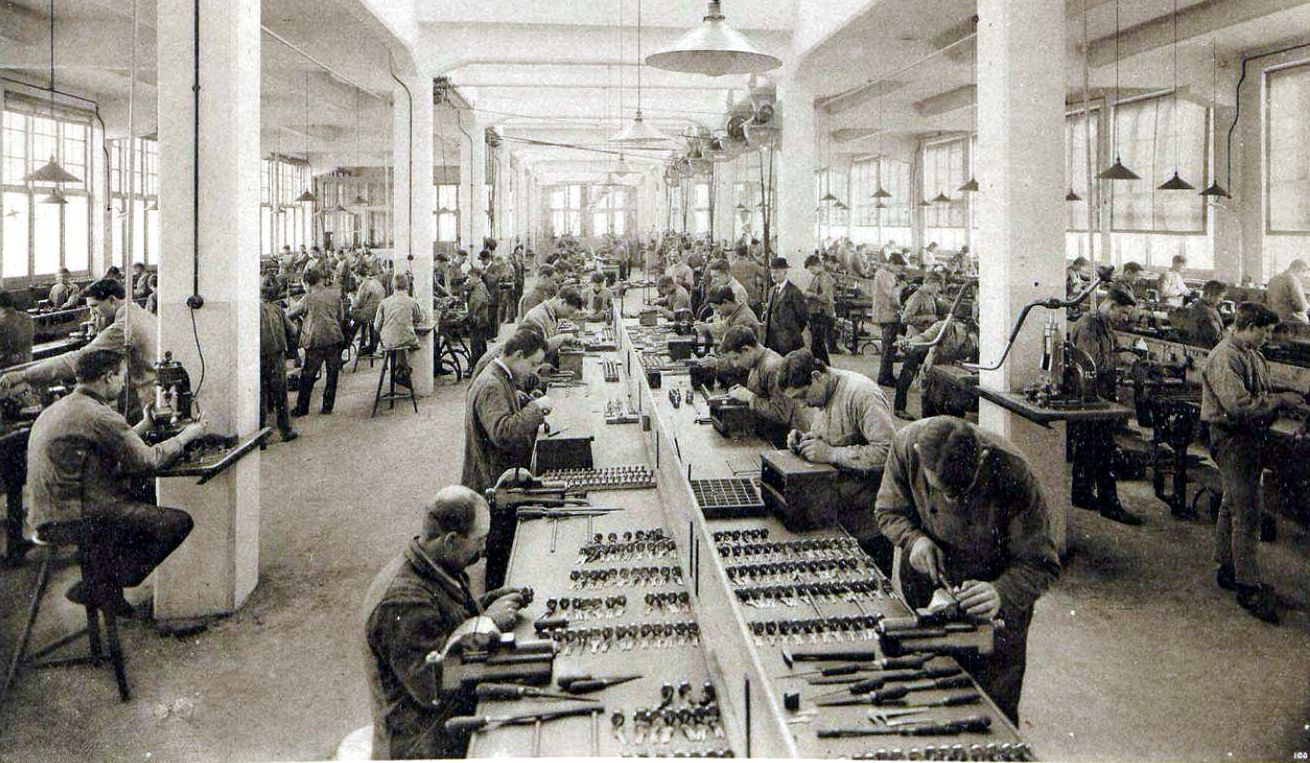
Lips Slotenfabriek Dordrecht, 1920

In het begin van de 20e eeuw begon men met de vervaardiging van sloten, als één der eerste fabrieken in Nederland. De onderneming werd in 1910 omgezet in een nv onder de naam Lips' Brandkasten en Slotenfabrieken N.V., met een maatschappelijk kapitaal van f 1,5 miljoen. Vrijwel direct hierna werd een fabriek in België opgezet en werd Vago Spa in Italië overgenomen. De opvolgers van Jacobus Lips waren zijn zonen Bernard, Jan en Han en schoonzoon Vincent Eras. De laatste directeur uit de familie was Ben, zoon van Han Lips.

## Groei en overname
In 1919 en 1920 verhuisde het bedrijf van de Burgemeester de Raadtsingel naar een nieuwbouw voor zowel de sloten- als de brandkastenfabriek, in de West-Merwedepolder, aan de Merwedestraat te Dordrecht. Lips groeide uit tot een van de belangrijkste sloten- en kluizenfabrikanten van Nederland. In 1964 fuseerde Lips met Gispen (bedrijf) waarna men verderging als Lips & Gispen. In 1971 werd Lips & Gispen overgenomen door het Britse Chubb. In 1992 werd de bedrijfsnaam gewijzigd in Chubb Lips bv nadat eerder, in 1989, het onderdeel Gispen + Staalmeubel was verkocht. Chubb Lips werd vervolgens de houdstermaatschappij van alle deelnemingen van de Britse eigenaar, Racal Electronics Europe PLC, op het gebied van beveiligingen op het Europese vasteland en in Ierland. In 1994 waren bij de houdstermaatschappij 770 personen in het binnenland en 678 in het buitenland werkzaam. Het bedrijf werd in 2000 gesplitst in een slotenfabriek en een brandkastenfabriek.

### Slotenfabriek
In 2000 werd de slotenfabriek van LIPS aangekocht door het Zweedse ASSA ABLOY, dat enkele jaren later ook de andere grote Nederlandse slotenfabrikant Nemef overnam. In 2007 verhuisde het bedrijf naar Raamsdonksveer naar een pand waarin ook Vema-Ambouw, een dochter van ASSA ABLOY, gehuisvest is. Begin 2009 zijn LIPS Nederland en VEMA Security samengevoegd onder de naam ASSA ABLOY Nederland B.V.
Begin september 2011 zijn ASSA ABLOY Nederland B.V. en Nemef gefuseerd onder de naam ASSA ABLOY Nederland B.V.

### Brandkastenfabriek
De brandkastenfabriek (Lips Brandkasten en Chubbsafes) werd in 2000 overgenomen door Gunnebo AB, een Zweeds beveiligingsconcern. De Dordtse brandkastenfabriek werd in 2004 gesloten en de activiteiten werden in Doetinchem en in het buitenland ondergebracht. Het hoofdkantoor verhuisde in 2006 naar de Visseringweg te Diemen, waarmee aan de Dordtse activiteiten een einde kwam. De collectie uit het Lips-museum bleef in Dordrecht, waar het is opgenomen in het Stadsarchief Dordrecht/DiEP.
Sinds 2021 is het merk Lips Brandkasten weer actief in Nederland. Nauta, fabrikant van hang- en sluitwerk en kluizen, uit Barneveld heeft de exclusieve verkooprechten voor de Benelux verworven van het Engelse Chubbsafes (Gunnebo).